# Radnice (stacja kolejowa)
Radnice – stacja kolejowa w Radnicach, w kraju pilzneńskim, w Czechach. Położona jest na wysokości 405 m n.p.m.
Na stacji nie ma możliwości zakupu biletu, a obsługa podróżnych odbywa się w pociągu.. 

## Linie kolejowe
- 176 Chrást u Plzně - Radnice